# Urząd Ochrony Konkurencji i Konsumentów
Urząd Ochrony Konkurencji i Konsumentów (UOKiK; deutsch Amt für Konkurrenz- und Verbraucherschutz, Amt für Wettbewerbs- und Verbraucherschutz) ist die polnische Wettbewerbsbehörde, die den Präsidenten des Amts für Wettbewerbs- und Verbraucherschutz bedient, ein Zentralorgan des polnischen Staatsapparates (der Regierungsverwaltung) ist, und das gemäß dem Gesetz vom 16. Februar 2007 über Wettbewerbs- und Verbraucherschutz (Gesetzblatt aus 2007 Nr. 50, Pos. 331) handelt. Die Amtsorganisation wird durch das Statut bestimmt, das auf dem Erlassweg, durch den Präsidenten des Ministerrates (MP aus 2007 Nr. 39) verliehen wurde.

## Geschichte
Die erste Wettbewerbsbehörde in der entstehenden polnischen Marktwirtschaft war Finanzminister, welcher seine Handlungen im Bereich des Schutzes des Landesmarktes und seiner Teilnehmer vor Monopolpraktiken der Wirtschaftseinheiten realisierte, wozu er die ihm durch das Gesetz vom 28. Januar 1987 über Gegenwirkung der Monopolpraktiken in der Nationalwirtschaft (Gesetzblatt aus 1987 Nr. 3, Pos. 18) zuerkannte Kompetenzen verwendete.
Um die Entwicklung des Wettbewerbes, des Schutzes der Wirtschaftssubjekte, die der Anwendung der Monopolpraktiken ausgesetzt sind, sowie des Schutzes der Verbraucherinteressen, zu garantieren, wurde das Antimonopolamt (pl. Urząd Antymonopolowy) nach dem Gesetz vom 24. Februar 1990 über Gegenwirkung der Monopolpraktiken berufen. Das Antimonopolamt als das Zentralorgan der Staatsorganisation für Gegenwirkung der Monopolpraktiken war vom Ministerrat abhängig. Das vorherige Gesetz wurde aufgehoben, und dadurch der Finanzminister die Befugnis des Antimonopolorgans zugunsten des Antimonopolamtes verloren hat.
Im Jahre 1996 wurde das Antimonopolamt in Amt für Wettbewerbs- und Verbraucherschutz (pl. Urząd Ochrony Konkurencji i Konsumentów) umbenannt.

## Organisation

### Präsident des Amtes
Der Präsident des Amts für Wettbewerbs- und Verbraucherschutz (pl. Prezes Urzędu Ochrony Konkurencji i Konsumentów) ist das Zentralorgan der Regierungsverwaltung, das für Wettbewerbs- und Verbraucherschutz in Polen zuständig ist. Der Präsident des Ministerrates beaufsichtigt die Tätigkeit des Präsidenten des Amtes.
Der Präsident des Amtes ist:
- das Organ, das die Aufgaben erledigt, die der Regierung der Mitgliedstaaten der Europäischen Union auferlegt wurden, gemäß den Artikeln 84 und 85 des EG-Vertrags. Vor allem ist der Präsident des Amtes das zuständige Organ für Wettbewerbsschutz nach dem Artikel 35, Verordnung Nr. 1/2003/EG,
- Verbindungseinheitsamt im Sinne der Vorschriften der Verordnung Nr. 2006/2004/EG und im Bereich seiner gesetzlichen Befugnisse ist zuständiges Organ, von dem die Rede im Artikel 4(1) der, Verordnung Nr. 2006/2004/EG ist.

Der Präsident des Ministerrates sowohl beruft als auch ruft den Präsidenten des Amtes ab. Abgerufener Präsident des Amtes amtiert bis Berufung des Nachfolgers.

## Organisationseinheiten
Der Präsident des Amtes erfüllt seine Aufgaben mit Hilfe vom Amt für Wettbewerbs- und Verbraucherschutz. Der Präsident leitet das Amt mit Hilfe des Vizepräsidenten, des Generaldirektors, der Direktoren der Organisationseinheiten, die in § 4 (1) Gesetz  (Organisationseinheiten der Zentrale) der Anlage zum Erlass vom Präsidenten des Ministerrates vom 20. April 2007 betreffs der Statutverleihung für das Amt für Wettbewerbs- und Verbraucherschutz (Gesetzblatt aus 1987 Nr. 3, Pos. 18). 
Zu dem Amt gehört die Zentrale in Warschau und 9 regionale Vertretungen in:
- Bydgoszcz – Woiwodschaften: Kujawsko-Pomorskie und Warmińsko-Mazurskie,
- Gdańsk – Woiwodschaften: Pomorskie und Zachodniopomorskie,
- Katowice – Woiwodschaften: Śląskie und Opolskie,
- Kraków – Woiwodschaften: Małopolskie und Podkarpackie,
- Lublin – Woiwodschaften: Lubelskie und Podlaskie,
- Łódź – Woiwodschaften: Łódzkie und Świętokrzyskie,
- Poznań – Woiwodschaft: Wielkopolskie,
- Warszawa – Woiwodschaft: Mazowieckie,
- Wrocław – Woiwodschaften: Dolnośląskie und Lubuskie.

Zur Zentrale gehören folgende Organisationseinheiten:
- Sekretariat des Präsidenten,
- Büro des Generaldirektors,
- Abteilung für Recht und europäische Rechtsprechung,
- Abteilung für Marktanalysen,
- Abteilung für Wettbewerbsschutz,
- Abteilung für Konzentrationskontrolle,
- Abteilung für Überwachung der öffentlichen Unterstützung,
- Abteilung für Verbraucherpolitik,
- Abteilung für Marktaufsicht,
- Abteilung für internationale Zusammenarbeit und öffentliche Kommunikation,
- Abteilung für Haushalt und Administration,
- Selbständige Stelle für Schutz der vertraulichen Informationen,
- Selbständige Stelle für interne Kontrolle.

Beim Amt funktioniert auch Hilfsbetrieb als die in Finanz- und Organisationshinsicht getrennte Einheit.